# ペツァモ州
ペツァモ州 (ペツァモしゅう、フィンランド語: Petsamon lääni、スウェーデン語: Petsamo län)は、かつて存在したフィンランドの州。1921年から1922年のわずか1年間のみ存在した。
1921年に、ロシア・ソビエト連邦社会主義共和国のペチェンガ一帯がフィンランドに割譲され、ペツァモ州として成立。ペツァモ州の名前は、ペチェンガのフィンランド語名が由来である。翌1922年にオウル州に吸収合併され、ペツァモ州は消滅した。
1936年に、ペツァモ州の領域は、オウル州の分割によってラッピ州の所属となった。
1939年から1940年にかけてソヴィエト連邦の侵攻を受けた冬戦争で戦場となった。
継続戦争の敗戦によってペツァモ州域は1944年にソ連に割譲され、フィンランドは北極海に面する国土を失った。ペツァモだけでなくラッピ州のサッラ近隣の一部地域やフィンランド南部のヴィープリ州の州域の多くも割譲されている。
ペツァモ州域は現在でもロシア領であり、ムルマンスク州のペチェンガ地区となっている。

## 州域の変遷

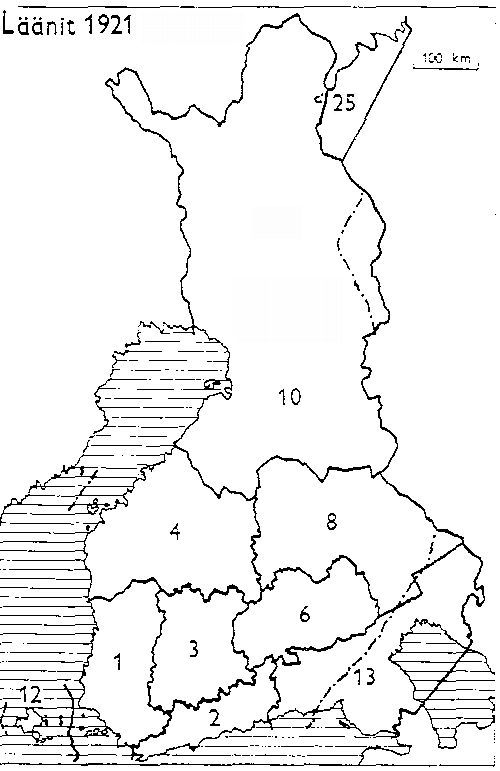
1921年のフィンランドの州: 1: トゥルク・ポリ州, 2: ウーシマー州, 3: ハメ州, 4: ヴァーサ州, 6: ミッケリ州, 8: クオピオ州, 10: オウル州, 12: オーランド自治州, 13: ヴィープリ州，25: ペツァモ州

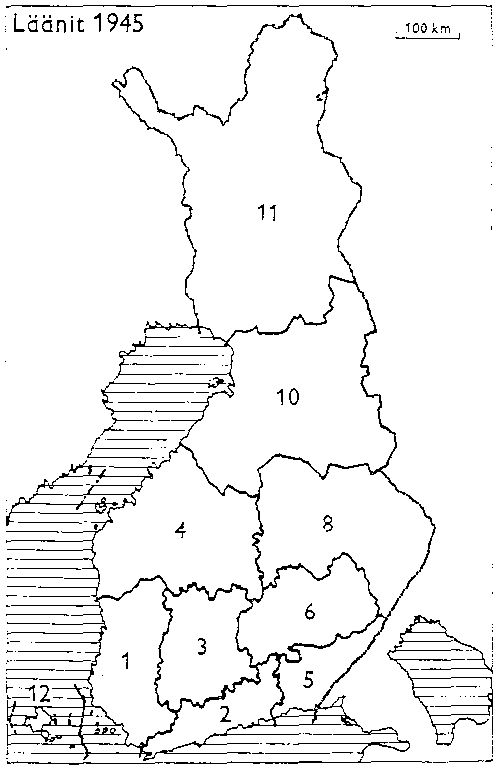
1945年のフィンランドの州: 1: トゥルク・ポリ州, 2: ウーシマー州, 3: ハメ州, 4: ヴァーサ州, 5: キュミ州, 6: ミッケリ州, 8: クオピオ州, 10: オウル州, 11: ラッピ州, 12: オーランド自治州

|  |  |

## 自治体
- ペツァモ (フィンランド語: Petsamo) - ロシア語ではペチェンガ (ロシア語: Пече́нга、ラテン文字転記：Pechenga)。その他の言語の表記は次のようになる。(スウェーデン語: Petsamo; ノルウェー語: Petsjenga; 北部サーミ語: Beahcán; スコルトサーミ語:Peäccam)

## 知事
- Ilmari Helenius 1921